# Convention ouverte MTA
La convention ouverte de transfert de matériel ou open materials transfer agreement (nom officiel en anglais, communément abrégé OpenMTA), est un accord juridique qui fixe les conditions légales de transfert de matériel biologique lancé avec un commentaire publié dans la revue Nature Biotechnology en octobre 2018
L'OpenMTA s'inscrit dans le mouvement OpenWetWare (en)
Cette convention vise à régler par accord explicite entre deux parties, celle qui produit un matériel biochimique et celle qui souhaite réutiliser ce matériel. Dans cette forme de contractualisation, les normes et les politiques de propriété intellectuelle et propriété industrielle dans le domaine de la biologie synthétique (notamment des plantes qui est le champ premier abordé par le projet OpenMTA) viennent poser des problèmes de libre échange et utilisation des productions. L'Open Material Transfer Agreement (OpenMTA) a été conçu pour servir d'outil juridique pour le partage de parties d'ADN et d'autres matériaux biologiques, facilitant le partage sans propriété intellectuelle des outils et informations de base tout en ne posant pas d'entrave à la commercialisation de nouvelles ressources avancées.
« Les fondateurs expliquent que de nombreux réactifs sont produits dans les universités et publiés mais jamais brevetés.  Cependant, lorsque l'industrie demande ces réactifs, la réponse innée est l'incertitude quant aux droits.  L'organisation des autorisations et de la distribution peut s'avérer complexe et fastidieuse selon leur expérience. »

## Principe de l'agrément
Il s'agit d'échanger du matériel biochimique sans intermédiaire avec des règles claires et brèves de contractualisation consentie librement entre deux parties prenantes, ainsi qu'une relative gestion de la distribution à des tiers a posteriori. Ce procédé entend se détacher de l'usage des brevets tout en considérant ceux-ci comme facteurs influençant la circulation des matériels biochimiques.
« Cette disposition a été incluse pour assurer la flexibilité et la stabilité dans l'utilisation de l'OpenMTA parce que, comme c'est le cas pour tous les accords de transfert de matériel, le transfert de matériel spécifique peut être soumis à des lois, règles et règlements qui dépendent du contexte, de la juridiction et peuvent changer avec le temps (par exemple, les obligations d'accès et de partage des avantages découlant de la Convention sur la biodiversité et du Protocole de Nagoya). »
L'OpenMTA comprend également un terme « fourre-tout » facultatif précisant que les informations relatives au statut du matériel sont fournies dans une pièce jointe. Ce terme optionnel, suggéré au cours du processus d'examen itératif comme moyen de saisir les circonstances uniques ou imprévues, pourrait être utilisé pour notifier au destinataire toute obligation supplémentaire qui pourrait s'appliquer à l'utilisation du matériel (par exemple, les utilisations spécifiées dans les revendications de brevet). Enfin, étant donné que l'OpenMTA comprend la même disposition de « non garantie » que celle prévue dans l'UBMTA et d'autres accords types, les bénéficiaires restent responsables de la conduite de leur propre diligence raisonnable pour l'utilisation des matériaux dans leur juridiction.

### Esprit et objectif
Cette convention par agrément vise à la fois à simplifier des échanges de matériels lui préexistant et couvrir d'autres usages d'échanges jusqu'alors non explicitement couverts.
Si la personne destinataire souhaite utiliser ou licencier le matériel ou les modifications à des fins commerciales, cette personne destinataire accepte, avant une telle utilisation, de négocier de bonne foi avec la personne qui fournit pour établir les termes d'une licence commerciale. Cela n'exclut pas nécessairement une utilisation commerciale. Herzog explique : « Si nous voulons utiliser le matériel reçu avec une UBMTA à des fins commerciales, nous devons négocier de bonne foi avec le fournisseur »

## Histoire
Trois types d'accords de transfert de matériel (Material transfer agreement (en)) sont les plus courants dans les établissements universitaires : 
- le transfert entre établissements universitaires ou de recherche ;
- le transfert de l'université vers l'industrie ;
- le transfert de l'industrie vers l'université.

Chacun d'entre eux prévoit des conditions différentes.
Pour les transferts dits simples n'impliquant pas de propriété intellectuelle, le National Institutes of Health (NIH) recommande un Simple Letter Agreement. Pour les matériels biologiques qui peuvent être brevetés ou pour lesquels une protection accrue est souhaitée, l'Accord uniforme de transfert de matériel biologique (UBMTA) peut être mis en œuvre. De nombreux établissements d'enseignement américains ont signé l'accord-cadre UBMTA. L'AUTM (anciennement l'Association of University Technology Managers) sert de dépositaire des accords-cadres UBMTA originaux et tient à jour la liste des signataires.
Les matériels biologiques, tels que les réactifs, les lignées cellulaires, les plasmides, les sondes et marqueurs biologiques et les enzymes sont les matériels les plus fréquemment transférés, mais les accords de transfert de matériel peuvent également être utilisés pour d'autres types de matériels, tels que les composés chimiques, les modèles de souris d'expérimentation et même certains types de logiciels.
« Parmi les Accords de transfert de matériels les plus couramment utilisés, il existe deux limitations majeures au transfert de matériel qui ne sont souvent ni utiles ni souhaitées, a déclaré M. Kahl. Premièrement, les matériaux transférés ne peuvent normalement pas être partagés avec des tiers. Et deuxièmement, toute utilisation commerciale est expressément interdite. Ruth Herzog, cheffe du département de transfert de technologie au Centre allemand de recherche sur le cancer (DKFZ) à Heidelberg. »
En juin 2017, Twist Bioscience et la Fondation BioBricks lancèrent un partenariat pour fournir 10 000 gènes à une communauté de pratique de la biologie synthétique.
Selon les termes de l'accord, la Fondation BioBricks (BBF) finançait la synthèse de 10 000 gènes provenant de Twist Bioscience. La BBF avait à charge un forum en ligne gratuit et ouvert pour l'animation des interactions entre chercheuses, chercheurs à travers le monde.
L'objectif était de permettre à une communauté de personnes de proposer collectivement et de hiérarchiser 10 000 gènes pour la synthèse ab initio d'ADN. Les gènes proposés devant être vérifiés du point de vue de la sécurité biologique, médicale et sanitaire, de l'adéquation technique et des éventuelles revendications de brevet par des tiers. Ces gènes seront ensuite synthétisés et mis à la disposition de l'ensemble de la communauté de biologie synthétique dans le cadre de l'accord de transfert de matériel ouvert (OpenMTA) venant ainsi compléter les ressources juridiques dans le champ de la Bio-brique, notamment avec le l'Accord « BioBricks Public Agreement » datant de 2009.
L'accord ouvert de transfert de matériel (OpenMTA) est publié dans la revue Nature Biotechnology en octobre 2018. D'abord maintenu en publication web sur son nom de domaine dédié, le brouillon de cet accord est ensuite mis à disposition en version sur une page web de BioBricks Foundation. Il est également expliqué sur une autre page web du site OpenPlant.
Les dépositaires de la Déclaration de Panama pour la science ouverte, dont la version initiale a été créée lors du Forum CILAC , en octobre 2018, par un groupe organisé par la Fondation Karisma (es) promeuvent l'usage de la convention OpenMTA.
En 2020, en contexte de pandémie de Maladie à coronavirus 2019, la convention ouverte MTA est utilisée pour partager des ressources et du matériel biochimique dans le cadre de l'initiative Reclone,,,

### Contexte
Depuis l'émergence de la description du vivant au niveau cellulaire, et ensuite à niveau génétique, la propriété intellectuelle et la propriété industrielle ont toujours apporté des lots de questions et de problèmes sur l'utilisation du vivant.
« En décernant, le 10 décembre, le prix Nobel de médecine 2002 à Sydney Brenner, H. Robert Horvitz et John Sulston pour leurs découvertes sur la régulation génétique du développement des organes et de la mort programmée des cellules, l’Académie Nobel de Stockholm récompense aussi trois des principaux acteurs de la formidable entreprise scientifique qui aboutira, courant 2003, à la mise dans le domaine public de l'intégralité de la séquence du génome humain. Une issue qui n’allait pas de soi, face aux appétits suscités par les brevets génétiques. »
Au début des années 1980, un débat sur les statuts juridiques du vivant se déroule sur les scènes nationales et internationales. L’un des grands organismes internationaux de propriété intellectuelle, l’Office européen des brevets (OEB) prend des décisions sujettes à controverse concernant la reconnaissance des droits des peuples autochtones. Pourtant tous les États signataires de la Convention sur le brevet européen ont adopté la Déclaration des droits des peuples autochtones (DNUDPA) de 2007. Ce qui n’empêche pas la biopiraterie de la Quinine de Cayenne,, Quassia amara.
Depuis le début des années 1990, de nombreux instruments légaux et éthiques ont été développés à l’échelle internationale dans plusieurs États pour encadrer les pratiques d’accès, d’utilisation et de valorisation des savoirs. Ce cadre légal est par ailleurs largement discuté au sein de l'Organisation mondiale de la propriété intellectuelle (OMPI), en charge de l'élaboration d’un traité international dans ce domaine.
Par corollaire de cette histoire et avec la progression des sciences et techniques du vivant, les problèmes s'étendent aux partages et à la commercialisation de matériel biologique et chimique.
Les coûts de transaction liés à l'acquisition et à l'obtention de l'autorisation d'utiliser des matériels biochimiques constituent un obstacle logistique et juridique important pour la recherche universitaire et le développement commercial des biotechnologies.
« Seuls 32 des 381 répondants (8 %) ... ont mené des recherches au cours des deux années précédentes en utilisant ... des connaissances couvertes par un brevet d'une autre personne. ...  Personne n'a déclaré avoir abandonné une ligne de recherche. Ainsi, sur 381 scientifiques universitaires, même en incluant les 10 % qui affirment faire du développement de médicaments ou des travaux en aval connexes, aucun n'a été arrêté par l'existence de brevets de tiers.  Extrait traduit depuis Walsh, Cho and Cohen, 2005 ».
Des dépôts centralisés tels que l'Addgene ont contribué à rationaliser la distribution des matériels biochimiques dans la recherche universitaire avec collaboration. Cependant, le partage, l'accès libre aux matériels biochimiques avec leurs données, leurs compositions et leurs méthodes de fabrication reste problématique pour les chercheuses et chercheurs des institutions à but non lucratif ou lucratif, ainsi que pour toute autre personne qui souhaiterait développer des applications non commerciales ou commerciales.
Le projet Open Insulin Project (Insuline ouverte), débuté en 2015, est l'un des exemples phares de positionnement technique, philosophique, juridique, face à ces enjeux parcourus depuis au moins quarante ans.

## Termes
Les termes de l’agrément par convention sont disponibles en anglais sur le site web de l'Addgene.
Les termes sont présentés dans une articulation en cinq parties :
- Une introduction concernant l'accord ouvert de transfert de matériel.
- Un paragraphe de définitions des sémantiques des termes en neuf points (personne qui fournit, bénéficiaire, modifications de substances, fins commerciales possibles…)
- Un paragraphe sur les conditions de cet accord ouvert en sept points (utilisation, attribution, distribution, frais, absence de licence implicite, responsabilité, fourniture sans garantie).
- Les conditions supplémentaires concernant la personne bénéficiaire qui s'engage à mentionner de manière appropriée la source du matériel dans toutes les publications, la personne destinataire qui s'engage à informer la personne qui fournit lors de la redistribution du matériel à des tiers.
- Une lettre nominative signée entre les deux parties concernées par l'accord, contenant également une clause sur de possibles frais engagés pour le transfert ou la réciprocité.